# Rory McAllister
Rory McAllister (Aberdeen, 13 maggio 1987) è un calciatore scozzese, attaccante del Peterhead.

## Carriera

### Club
A settembre 2014, ha giocato 280 e segnato 151 gol, la maggior parte tra la terza e la quarta divisione scozzese.

### Nazionale
Ha giocato nelle nazionali giovanili scozzesi Under-20 ed Under-21.

## Palmarès

### Club

#### Competizioni nazionali
- Scottish League Two: 3

Peterhead: 2013-2014, 2018-2019, 2024-2025
- Scottish League One: 1

Cove Rangers: 2021-2022

### Individuale
- Capocannoniere della Coppa di Scozia: 1

2017-2018 (7 reti)
- Capocannoniere della Scottish League One: 2

2009-2010 (21 gol), 2015-2016 (22 gol, a pari merito con Faissal El Bakhtaoui)
- Capocannoniere della Scottish League Two: 1

2013-2014 (32 gol)
- Capocannoniere della Scottish Challenge Cup: 1

2015-2016 (8 gol)